# Sint-Joris (Alken)
Sint-Joris is een dorpje dat ligt in het zuiden van de gemeente Alken.
Het is gelegen tussen de Simsebeek en de Kozenbeek die vanuit Sint-Truiden en Nieuwerkerken vloeien naar de Herk. Sint-Joris grenst dan ook aan deze 2 gemeenten en aan het dorpje Ulbeek in de gemeente Wellen.
Er wonen ruim 2270 mensen in Sint-Joris en het dorp is gelegen rond een vrij grote lagere school.

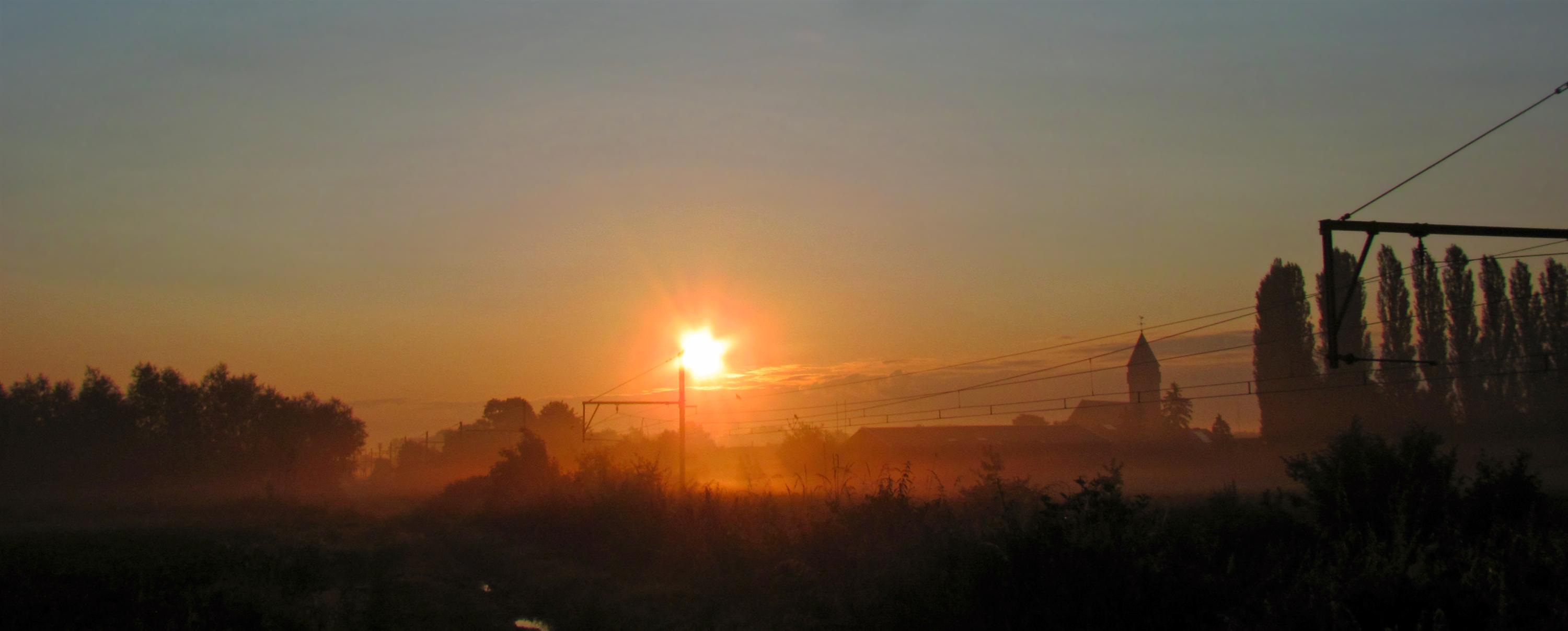
Uitzicht op het centrum van Sint-Joris vanuit zuidelijke richting

De gehuchten Hulzen, Hemelsveld worden tot Sint-Joris gerekend.

## Geschiedenis
De naam Sint-Joris voor deze plaats is pas in gebruik vanaf ongeveer 1938. Toen is men begonnen met de uitbouw van een schooltje te midden van de velden tussen Alken en Kortenbos (Sint-Truiden).
Wel bestond reeds het gehuchtje Hemelsveld op het grondgebied van Sint-Joris, dat gekenmerkt werd door het  'Kasteel Dompas' (ook vaak Kasteel Hemelsveld genoemd), de bijhorende kasteelboerderij ernaast en de Sint-Joriskapel. Deze kapel was begin 17de eeuw gebouwd en werd toen  'Capella de Hemelsvelt'  genoemd.
Het kasteel en boerderij werden in de jaren 70 van de 20e eeuw afgebroken voor de aanleg van de N80 verbindingsweg tussen Hasselt en Sint-Truiden.

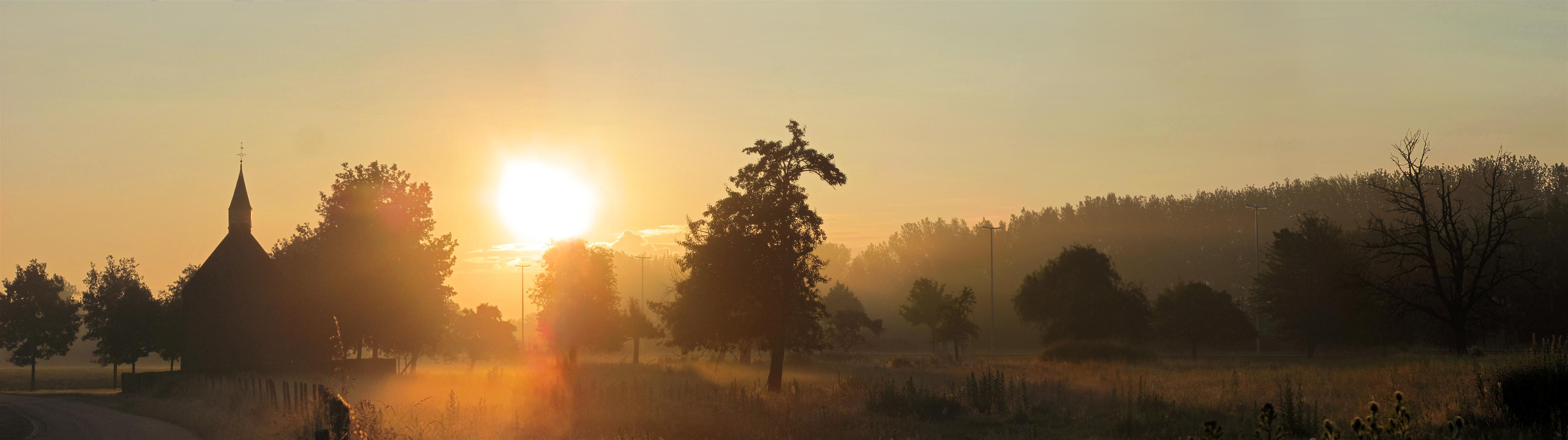
Panorama van de beschermde kapel en hoogstam-weide in het gehuchtje Hemelsveld

## Nabijgelegen kernen
| Naburige dorpen | Naburige dorpen | Naburige dorpen | Naburige dorpen | Naburige dorpen      |
| --------------- | --------------- | --------------- | --------------- | -------------------- |
| Wijer           |                 | Terkoest        |                 | Sint-Lambrechts-Herk |
|                 |                 |                 |                 |                      |
| Kozen           | Alken-Centrum   |                 |                 |                      |
|                 |                 |                 |                 |                      |
| Kortenbos       |                 | Zepperen        |                 | Ulbeek               |

## Bezienswaardigheden
- De Sint-Joriskerk, een bouwwerk uit 1960.
- Beschermde Sint-Joriskapel, gelegen in de Hemelsveldstraat.
- Beschermde hoogstamboomgaard, tegenover de kapel.
- Kasteel Brandepoel.
- Verscheidene oude Haspengouwse hoeves.
- Het Eikenbos en toegang tot het Kluisbos.
- Het Haspengouws landschap, fruitboomgaarden en fietsroutenetwerk.